# Моногерман
Мо́ногерма́н, герма́н — неорганічна сполука гідрид германію складу GeH4, перший представник ряду германів. За звичайних умов моногерман являє собою безбарвний, легкозаймистий газ. Він виявляє достатньо сильні відновні властивості. Використовується переважно для добування високоочищеного германію для галузі електроніки. За багатьма властивостями герман схожий на моносилан.

## Структура

Схематичне зображення структури моногерману

Молекула моногерману має ідеальну тетраедричну будову, аналогічну метану та моносилану. Кут між зв'язками Ge—H дорівнює 109,28°, відстань між парами атомів — 152 пм.

## Отримання
Вперше моногерман було отримано при дії металічного цинку на сульфатну кислоту із домішками хлориду германію — одночасно із виділенням водню відбувалося й виділення герману:
{\displaystyle \mathrm {GeCl_{4}+4Zn+2H_{2}SO_{4}\rightarrow \ GeH_{4}+2ZnSO_{4}+ZnCl_{2}\!} }
Найзручнішим методом синтезу герману є відновлення галогенідів германію алюмогідридом літію у розчині тетрагідрофурану або естерів:
{\displaystyle \mathrm {GeCl_{4}+LiAlH_{4}\rightarrow \ GeH_{4}+LiAlCl_{4}\!} }
Аналогічно до методу отримання силанів моногерман можна добути реакцією германіду металів з кислотами:
{\displaystyle \mathrm {Mg_{2}Ge+4HCl\rightarrow \ GeH_{4}+2MgCl_{2}\!} }
Однак, цей метод має обмежене застосування через наявність значної кількості домішок дигерману, тригерману та водню.

## Хімічні властивості
Моногерман — легкозаймистий газ, при контакті з гарячим повітрям відбувається швидке окиснення, а у вакуумі при температурах вище 200 °C він розкладається:
{\displaystyle \mathrm {GeH_{4}+2O_{2}{\xrightarrow {>200^{o}C}}\ GeO_{2}+2H_{2}O\!} }
{\displaystyle \mathrm {GeH_{4}{\xrightarrow {220-350^{o}C}}\ Ge+2H_{2}\!} }
Активно взаємодіє з гарячою водою та лугами:
{\displaystyle \mathrm {GeH_{4}+2H_{2}O{\xrightarrow {hot\ water}}\ GeO_{2}+4H_{2}\!} }
При його пропусканні через розчин нітрату срібла відбувається випадіння осаду германіду срібла:
{\displaystyle \mathrm {GeH_{4}+4AgNO_{3}\rightarrow \ Ag_{4}Ge+4HNO_{3}\!} }
Під дією сірки моногерман утворює сульфід германію:
{\displaystyle \mathrm {GeH_{4}+4S\rightarrow \ GeS_{2}+2H_{S}\!} }

## Застосування
Моногерман використовується для добування надчистого германію для потреб галузі електроніки, а також як проміжна сполука у синтезах германійорганічних сполук.